# 이사크족 집단학살
이사크족 집단학살(Isaaq genocide)은 소말리아 민주공화국 시아드 바레 정권에서 같은 소말리인 부족인 이사크족을 상대로 벌인 집단학살이다. 하르게이사 홀로코스트,라고도 불린다. 이사크족은 이후 소말릴란드로 독립을 쟁취하였다.

## 같이 보기
- 소말릴란드 독립전쟁